# Народно читалище „Съзнание – 1927“ (Веселиново)
 Тази статия е за читалището в с. Веселиново.  За едноименното читалище в с. Маринка вижте Народно читалище „Съзнание – 1927“ (Маринка).  
Народно читалище „Съзнание – 1927“ се намира в с. Веселиново, област Шумен. Основано е през 1927 година.
Основатели на читалището са Петър Станев, Петър Чакъров, д-р Оджакчиян, Атанас Рашев, Стоян Байчев, Илия Терзиев, Добри Панов, Жечка Челебиева, Зорка Терзиева, Невена Панова, Иван Михайлов, Янко Калев, Друми Христов, Вичо Неделчев, Желю Железов, Стоян Ганев, Павлю Илиев, Свобода Даулова, Иван Банчев, Васил Великов, Геро Петров, Димитър Рашев.
По случай 50 години от основаването му Държавния съвет на Народна република България, въз основа на чл. 93, т.23 от Конституцията и чл. 36 от указа за духовно стимулиране на Народна република България, читалището е наградено с орден „Кирил и Методий“ II степен, а за 90 годищнината с юбилеен медал за активна читалищна дейност от Съюза на народните читалища.
Самодейността в читалището се осъществява от Маскарадна група „Черните кукери“, група за изворен фолклор „Росна китка“ и детски групи „Лазарки“ и „Коледари“.
Читалищната библиотека разполага с около 8000 тома литература.